# Engelsburg (Lennep)
Engelsburg ist ein statistischer Stadtteil des Stadtbezirks Lennep der bergischen Großstadt Remscheid, Nordrhein-Westfalen.

## Lage und Beschreibung
Der überwiegend ländlich geprägte Stadtteil liegt im Südosten Remscheids und ist der flächenmäßig größte statistische Stadtteil Remscheids. Er umfasst das Stadtgebiet östlich der Trasse der stillgelegten Bahnstrecke Wuppertal-Oberbarmen–Opladen („Balkanexpress“) bis zur Wuppertalsperre. Im Westen grenzt Engelsburg an den statistischen Stadtteil Bergisch Born West, im Norden an die statistischen Stadtteile Hackenberg, Hasenberg und Trecknase und im Süden an den Stadtteil Bergisch Born Ost. Im Westen grenzt er an die Stadt Hückeswagen und jenseits der Wuppertalsperre an die Stadt Radevormwald.
Der Stadtteil ist nicht historisch gewachsen, sondern fasst Teile der früheren Gemeinden Fünfzehnhöfe und Neuhückeswagen (später zu Hückeswagen) zu einer Einheit zusammen. Namensgebend ist die alte Hofschaft Engelsburg im Westen, die nur eine von zahlreichen Hofschaften und Wohnplätzen im Stadtteil ist.
Der gesamte Stadtteil liegt im Einzugsgebiet der Wuppertalsperre und ist zum größten Teil bewaldet oder wird landwirtschaftlich genutzt. Sowohl der Lenneper Bach mit seinem Zufluss Panzerbach, der Feldbach und zahlreiche Zuflüsse der Dörpe entwässern in Richtung Wuppertalsperre. Die Westgrenze wird durch die Wasserscheide zu dem Einzugsgebiet des Eschbachs gebildete.
Zu dem Stadtteil gehören neben dem namensgebenden Engelsburg die Hofschaften und Wohnplätze Lüdorf, Heydt, Bergerhöhe, Eichenhof, Leverkusen, Eichendahlerhof, Rademachershof, Forsten, Repslöh, Grünebirke, Dörpholz, Oberfeldbach, Niederfeldbach, Dörperhöhe, Dörpmühle, Hangberger Mühle, Müllersberg, Jacobsmühle, Nagelsberg und Kräwinklerbrücke.
Zu den meist aufgrund des Baus der Wuppertalsperre zwischen 1970 und 1985 abgegangenen Orten zählen Käsberg, der Remscheider Teil von Dörpe, Oege, Felbeckerhammer, Spaniermühle, Nagelsbergermühle, Nagelsberger Gemarke, Wassermühle, Wilhelmsmühle und große Teile von Kräwinklerbrücke.

## Geschichte
Das nördliche Gebiet des Stadtteils gehörte im 19. Jahrhundert zur Gemeinde Fünfzehnhöfe innerhalb der Bürgermeisterei Wermelskirchen, die ihrerseits auf eine altbergische Verwaltungseinheit im mittelalterlichen Amt Bornefeld zurückgeht. Der südliche Teil gehörte zur Lüdorfer Honschaft, die ebenfalls im Mittelalter und der frühen Neuzeit zum Amt Bornefeld und im 19. Jahrhundert zur erst zur Gemeinde Neuhückeswagen und ab 1920 zu Hückeswagen gehörte.
1906 wurde die Bürgermeisterei Fünfzehnhöfe in die Stadt Lennep eingemeindet, die 1929 ihrerseits in Remscheid eingemeindet wurde. Aufgrund des Düsseldorf-Gesetzes (§ 21) wurden mit Gültigkeit zum 1. Januar 1975 große Teile von Hückeswagen im Bereich des Stadtteils ausgegliedert und ebenfalls in Remscheid eingemeindet.